# Elton, Derbyshire

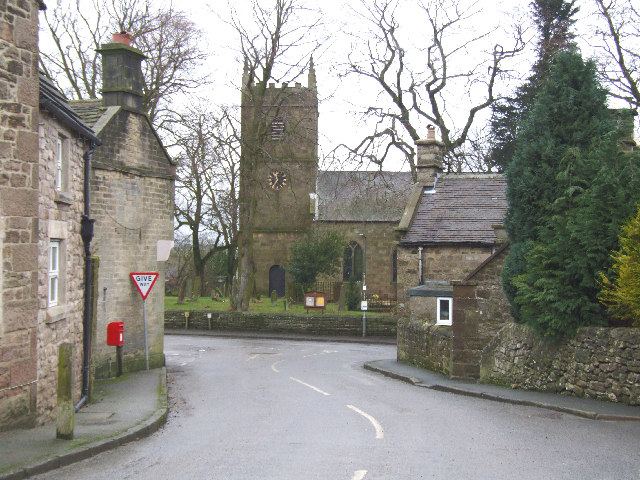
Elton.

Elton är en by och en civil parish i Derbyshire Dales i Derbyshire i England. Orten har 397 invånare (2011). Byn nämndes i Domedagsboken (Domesday Book) år 1086, och kallades då Eltune.